# Ingrid Petersson
Ingrid  Katrina Petersson, född 1958 i Nye församling i nuvarande Vetlanda kommun, är en svensk ämbetsman och 2013-2022 generaldirektör för forskningsrådet Formas.  

## Biografi
Ingrid Petersson har examen från internationella ekonomlinjen vid Uppsala universitet 1982 och är sedan 1980-talet  verksam inom svensk statsförvaltning. Under åren 2007 till 2012 arbetade hon inom läkemedelsindustrin.  
Ingrid Petersson inledde sin yrkesbana på SIDA 1982 . Mellan 1984 och 1989 var hon  departementssekreterare i Finansdepartementet, och därefter ämnessakkunnig inom området forskning i Statsrådsberedningen fram till 1991. Mellan 1991 och 1998 var hon departementsråd på Socialdepartementet, och 1998–2002 överdirektör på Riksförsäkringsverket. Mellan 2002 och 2006 var hon statssekreterare på Jordbruksdepartementet hos jordbruksminister Ann-Christin Nykvist. Mellan 2007 och 2012 arbetade hon med samhällskontakter på Astra Zeneca, först som "Director Science Relations" och senare som "EU Sience Relations and Collaborations Leader".
2013-2022 var hon generaldirektör för forskningsrådet Formas, ett statligt forskningsråd för hållbar utveckling som bland annat arbetar med forskningsfinansiering inom  klimat, cirkulär ekonomi, livsmedel, jordbruk, skogsbruk och stadsplanering.
Hon är ledamot av Kungliga Skogs- och Lantbruksakademin (KSLA) och Kungliga Ingenjörsvetenskapsakademien (IVA).
Ingrid Petersson har bland annat varit ensamutredare avseende nationell samordning av kliniska studier"  samt försäkringsmedicinska utredningar.
Hon blev 2016 ledamot och 2018 ordförande i Agenda 2030-delegationen, där hon efterträdde Parul Sharma. Ingrid Petersson är sedan 1 juli 2019 ordförande i Arbetsförmedlingen och sedan 1 maj 2023 för Lunds universitet. Hon har även styrelseuppdrag i Socialstyrelsen, Svenska Turistföreningen och Stockholm Environment Institute. Hon har tidigare varit ordförande för Sveriges lantbruksuniversitet (SLU) och även ingått i styrelsen som ledamot.
Ingrid Petersson är sedan 2017 vice-ordförande i Science Europe och ingår i styrelsen för International Institute for Applied Systems Analysis (IIASA).